# Castellinaldo
Castellinaldo é uma comuna italiana da região do Piemonte, província de Cuneo, com cerca de 858 habitantes. Estende-se por uma área de 7 km², tendo uma densidade populacional de 123 hab/km². Faz fronteira com Canale, Castagnito, Magliano Alfieri, Priocca, Vezza d'Alba.<

## Demografia
| Variação demográfica do município entre 1861 e 2011                               |
|                                                                                   |
| Fonte: Istituto Nazionale di Statistica (ISTAT) - Elaboração gráfica da Wikipedia |